# Фердинанд Фош
Фердинанд Фош  (фр. Ferdinand Foch; Тарб, 2. октобар 1851 — Париз, 20. март 1929) је био француски генерал и маршал из Првог светског рата. Постао је врховни командант савезничких снага 26. марта 1918. Залагао се за постављање тешких мировних услова Немачкој да би се она онеспособила да поново представља претњу Француској. Незадовољан Версајским споразумом рекао је: "Ово није мир. Ово је примирје на двадесет година."

## Детињство и младост
Рођен је у Тарбу у Француској. Ту је похађао школу, а језуитски колеџ у Сент Ентјену. Његов брат је био језуита. Служио је 1870. у 4. пешадијској регименти током Француско-прускога рата. Након рата одлучио је да остане у војсци. Уписао је 1871. Политехничку школу, коју је завршио 1873. и постао артиљеријски официр. Вишу војну академију је завршио 1887. и ту предаје од 1895. до 1900.

## Предавач на војној академији
Касније су о њему рекли да је био најоригиналнији војни мислилац генерације. Био је познат по критичким анализама Француско-пруског рата и Наполеонских ратова.
Као предавач на вишој војној академији допринео је интелектуалној и моралној регенерацији француске армије. Кључна мисао његове војне доктрине је садржана у томе, да је први услов победе воља да се освоји. Збирка његових предавања је објављена у две књиге.
Des Principes de la Guerre („Принципи рата“) из 1903, и De la Conduite de la Guerre („О вођењу рата“) из 1904. Тим делима је поново увео концепт офанзиве у француску војну теорију. Међутим, његове концепте су други искривили, јер их нису најбоље разумевали, тако да је култ офанзиве почео да доминира војним круговима. Фошова књига је чак цитирана при развоју Плана XVII, француске стратегије рата са Немачком. Тај план је замало довео Француску до пораза 1914. Фош је 1903. постао пуковник, 1907. генерал-мајор, 1911. генерал-потпуковник, а 1913. генерал-пуковник.

## Фош и Први светски рат
На почетку рата командовао је XX корпусом, који је био део друге армије генерала Кастелноа. Његов корпус је након тешких жртава напредовао 14. августа према линији Саребург-Моранж. Пораз XV корпуса са његове десне стране натерао га је у повлачење. Повукао се до Нансија и успео је да крене у противнапад и спречи Немце да пређу реку Мерт. После тога постао је командант 9. армије током Прве битке на Марни и после ње. Само седам дана након преузимања команде над 9. армијом морао је да води низ обрамбених битака како би се спречио немачки продор. И кад је био нападан од стране јачег противника, кретао је у контранападе, који су били примена теорија, коју је развијао док је био предавач на Војној академији. На тај начин је успевао да заустави немачко напредовање. Када је Фош добио појачања од пете армије поново је извршио контранапад код Марне. Немци су се укопали пре повлачења. Он је био један од кључних генерала који су зауставили велико повлачење и стабилизовали савезничке позиције.
Због успешног командовања 4. октобра је постао заменик главнокомандујућег, са одговорношћу за северни фронт. Када су Немци напали 13. октобра 1914. скоро су пробили британске и француске линије. Поново су покушали крајем октобра током Прве битке код Ипра, али су претрпели тешке губитке. Фош је поново успешно координисао одбрану и напад. У октобру 1914. постао је заједнички командант са генералом Жозефом Жофром. Током 1915. командовао је офанзивом, која је довела до Битке код Артоа. 1916. је командовао током битке на Соми. Критиковали су га због тактике и великих савезничких губитака током тих битака. Он и генерал Жофр су смењени. Послат је у Италију. Само неколико месеци касније, после неуспеха генерала Робера Нивела, постао је начелник генералштаба.
Постао је врховни командант савезничких снага 26. марта 1918. Добио је задатак да координише активности савезничких војски. Иако је у почетку био изненађен немачком офанзивом, Фош је спречио напредовање немачких снага током велике Прољећне офанзиве 1918. Немачко напредовање је спречено Другом битком на Марни јула 1918. Фош је 6. августа 1918. именован маршалом Француске. Заједно са британским командантом маршалом Дагласом Хејгом, Фош је планирао Велику офанзиву, која је почела 26. септембра 1918, а довела је до немачког пораза. Прихватио је 11. новембра 1918. немачку капитулацију.

## Париска мировна конференција
У јануару 1919. на Париској мировној конференцији Фош је представио свој меморандум у коме је навео да:
- Рајна треба да буде западна војна граница Немачке
- Немачка треба да буде лишена територијалног суверенитета на левој страни Рајне, да би била спречена да врши лаку инвазију преко Белгије
- Осим тога Фош се заложио да савезници треба да искористе победу да трајно ослабе немачку војну моћ и спрече нападе на Француску у будућности.

Сматрао је да поражена Немачка не може допустити обнављање сукоба, па зато мора прихватити мировне услове, какви јој буду диктирани. Међутим британски премијер Дејвид Лојд Џорџ и амерички председник Вудро Вилсон нису се сложили да се Рајнланд одузме Немачкој, него су се сложили са војном окупацијом на 15 година, што је Фош сматрао недовољним да се заштити Француска. Фош је био незадовољан Версајским споразумом, кога је сматрао капитулацијом и издајом. Након потписивања Версајског споразума рекао је
"Ово није мир. Ово је примирје на двадесет година."

## Дела
- ("Принципи рата") (1903)
- ("О вођењу рата") (1904)
- 1914-1918 (Фошови мемоари) (постхумно, 1931)